# Karl Prümm
Karl Prümm (* 30. April 1945 in Illingen, Saarland) ist ein deutscher Medienwissenschaftler, emeritierter Hochschullehrer sowie Begründer des Marburger Kamerapreises.

## Leben
Nach dem Abitur 1964 absolvierte Karl Prümm ein Studium der Germanistik und Geschichtswissenschaften an den Universitäten in Marburg und Saarbrücken. 1973 promovierte er in Saarbrücken, 1981 folgte die Habilitation an der Universität-Gesamthochschule Siegen für Neuere Deutsche Literatur. Im Zeitraum 1970–1982 war er Wissenschaftlicher Assistent bei Professor Helmut Kreuzer in Bonn und in Siegen. In den folgenden Jahren 1982–1986 hatte Prümm eine Professur auf Zeit inne für Literaturwissenschaft und Medienwissenschaft an der Universität-Gesamthochschule Siegen. Für die darauf folgenden acht Jahre übernahm Prümm eine Professur für Theaterwissenschaft (Bereich Film und Fernsehen) an der Freien Universität Berlin. Seit dem Ruf an die Universität Marburg 1994 war er dort Lehrstuhlinhaber einer Professur für Medienwissenschaft bis zu seiner Emeritierung 2010.

## Lehre und Forschung
Seine Lehrveranstaltungen deckten die Bereiche Filmgeschichte und Filmtheorie sowie die Geschichte des Fernsehens und die Fernsehästhetik ab. Seine individuelle Vorliebe indes galt und gilt dem Film und der Fotografie, insbesondere der wissenschaftlichen Betrachtung der Kameraarbeit und Kameraanalyse. Bei den Studierenden besonders geschätzt war die außergewöhnliche Begeisterung, mit der er in seinen Lehrveranstaltungen seinem großen Interesse an diesen Medien Ausdruck verlieh. Zudem engagierte er sich für eine möglichst vielfältige Filmkultur am Fachbereich. Dafür arbeitete er regelmäßig mit dem Marburger Filmkunst-Kino zusammen, damit die angebotenen Filmsichtveranstaltungen zumindest teilweise unter Kino-Leinwand-Bedingungen erfolgen konnten. Wo es sich ergab, lud er auch gerne Filmschaffende zum Gespräch mit seinen Seminarteilnehmern.
Im Jahr 2011 wurde ihm das Bundesverdienstkreuz am Bande verliehen.

## Weitere Aktivitäten
Karl Prümm schreibt neben Rezensionen für Fachzeitschriften auch gelegentlich für überregionale Zeitungen, vor allem für die FAZ und für den Berliner Tagesspiegel. Soweit Expertise für Film- und Fernsehästhetik im Rundfunk gefragt ist, ist er als Fachmann manchmal Gesprächspartner, meistens für den WDR und für den Deutschlandfunk.
Auf seine Initiative wurden 2001 die jährlich im März stattfindenden Marburger Kameragespräche ins Leben gerufen. Der dort vergebene Marburger Kamerapreis ist die wichtigste medienwissenschaftliche Auszeichnung für Kameraleute in Deutschland. Bis zu seiner 2010 erfolgten Emeritierung organisierte Karl Prümm gemeinsam mit seinen Mitarbeitern und dem Fachdienst Kultur der Stadt Marburg diesen Event und konnte durch die Gewinnung von Sponsoren auch dessen Kontinuität sichern.

## Schriften (Auswahl)
- Die Literatur des Soldatischen Nationalismus der 20er Jahre. Gruppenideologie und Epochenproblematik. 2 Bde. Kronberg/Taunus 1974.
- „Suspense“, „Happy-end“ und tödlicher Augenblick. Überlegungen zur Augenblicksstruktur im Film mit einer Analyse von Michelangelo Antonionis „Blow Up“. 33 S., MuK 23. Veröffentlichungen des Forschungsschwerpunktes „Massenmedien und Kommunikation“ an der Universität-Gesamthochschule-Siegen. Siegen 1983.
- Walter Dirks und Eugen Kogon als katholische Publizisten der Weimarer Republik. Heidelberg 1984.
- Mit Klaus Dietermann: Walter Krämer. Von Siegen nach Buchenwald. Verlag der Gesellschaft für Christlich-Jüdische Zusammenarbeit Siegerland, Siegen 1986. 
  - Überarbeitete und erweiterte Neuauflage: Walter Krämer – Schlosser, Politiker, Arzt von Buchenwald. Verlag der Gesellschaft für Christlich-Jüdische Zusammenarbeit Siegerland, Siegen 2015, ISBN 978-3-9801926-8-2.
- Mit Barbara Felsmann: Kurt Gerron (1897–1944) Gefeiert und gejagt. Das Schicksal eines deutschen Unterhaltungskünstlers. Edition Hentrich, Berlin 1992.
- Selbstporträt der „politischen Poesie“. Zu Robert Prutz’ Gedicht Rechtfertigung. In: Günter Häntzschel (Hrsg.): Gedichte und Interpretationen. Bd. 4: Vom Biedermeier zum Bürgerlichen Realismus (= RUB. Nr. 7893). Reclam, Stuttgart 2000 [zuerst 1983], ISBN 978-3-15-007893-8, S. 180–190.
- Ein notorischer Grenzverletzer – Niklaus Schilling und seine Filme. Verbrecher-Verlag, Berlin 2014, ISBN 978-3-943167-83-2.